# Curiel (geslacht)
De familie Curiel (Nederlands: Curiël of ook wel bekend als: Nuñez da Costa) is een prominente Sefardische joodse familie.
Tot het einde van de 18e eeuw bekleedde de familie diplomatieke functies voor de Portugese Kroon in Hamburg en Amsterdam.

## Geschiedenis
De oorsprong van de familie gaat terug tot de 14e eeuw in Curiel de Duero, Castilië, Spanje. De familie Curiel, onderdeel van de Sefardische gemeenschap in Spanje, vestigde zich in Coimbra, Portugal na het Spaanse decreet van 1492 dat de verdrijving beval van alle Joden die weigerden zich tot het katholicisme te bekeren. Abraham Curiel was een vooraanstaand arts in Lissabon en zorgde ervoor dat zijn kinderen het jodendom beoefenden. Ze werden in 1641 in de adelstand verheven door João IV van Portugal en bekleedden adellijke titels in Portugal, Spanje en Nederland. De familie Curiel heeft banden met het bankwezen en de handel, kunst, literatuur en politiek.
Historicus Jonathan Israel schreef dat, in de zeventiende eeuw, 'de nieuwe Hamburgse synagoge, een plaats van aanbidding voor zo'n achthonderd sefardische joden, gevuld was met emblemen en herinneringen aan de familie Curiel. De eeuwige lamp, de Ner Tamid, werd geleverd door Jacob Curiel, evenals de olie om de lamp brandend te houden. En ook de bimah die in het midden van de synagoge stond, de planken die de synagoge bekleedden, waren gereserveerd voor het gebruik van Jacob en zijn gezin."
Israël schreef dat Moses Curiel 'bekend stond om zijn rijkdom, het prestige dat hij genoot onder niet-Joden (de stadhouder Willem III verbleef drie dagen in zijn huis tijdens een van zijn latere bezoeken aan Amsterdam), en zijn knappe schenkingen aan de Amsterdamse Portugees-Israëlietische Synagoge, zijn naam speelde al meer dan een halve eeuw een constante rol in het Nederlandse joodse gemeenschapsleven en de synagogepolitiek.'  Hij vervolgt: 'zijn weelderige woning aan de Nieuwe Herengracht, toen Joden Herengracht genoemd, in Amsterdam, getuigde van de majestueuze grootsheid van zijn levensstijl en zijn pretenties van leiderschap onder de Portugees-joodse' natie 'zoals de gemeenschap in Nederland bekend stond."

## Opmerkelijke leden
- Abraham Curiel (1545-1609), Portugese arts[7]
- David Curiel (1594-1666), Portugese koopman en diplomaat[9]
- Israel ben Meir di Curiel (1501–1573), rabbijn in Safed, Ottomaans Palestina[10]
- Jacob Curiel (1587-1664), Portugese koopman en diplomaat[8]
- Moses Curiel (1620-1697), Portugese koopman en diplomaat[11]